# Planinarski savez Herceg-Bosne
Planinarski savez Herceg-Bosne je udruženje hrvatskih planinarskih društava u BiH. Danas Savez ima 25 planinarskih društava u članstvu.
Savez je programski i idejni sljednik hrvatskih planinarskih organizacija u Bosni i Hercegovini od 1892. do 1945. i ravnopravni programski sljednik Planinarskog saveza Bosne i Hercegovine u razdoblju od 1946. do 1992. godine. Sjedište Saveza je u Mostaru u ul. Stjepana Radića 76 b. Područje djelovanja Saveza je teritorij Federacije Bosne i Hercegovine a i šire sukladno pozitivnim propisima.
Članovi su:
- HGSS - Stanica Posušje
- HPD "Bjelašnica 1923" Sarajevo
- HPD "Čvrsnica" Široki Brijeg
- HPD "Pločno" Posušje
- HPD "Prenj 1933" Mostar
- HPD "Idovac-Rama" Prozor
- HPD "Vitez"
- PD "Bitovnja" Kreševo
- PD "Cincar 1929" Livno
- PD "Guča Gora"
- PD "Kuk" Novi Travnik
- PD "Orlova stina" Tomislavgrad
- PD "Paklarske stijene" Travnik
- PD "Pogorelica" Kiseljak
- PD "TIM" Busovača
- PD "Vis" Žepče
- Planinarsko-ekološko društvo "Kamešnica Livno"
- Planinarsko-ekološko društvo Zavelim
- Stanica planinarskih vodiča Mostar
- UP "Raduša" Uskoplje
- Planinarsko-ekolosko društvo "Oaza mira" Novi Šeher
- PD "Bajna glava" Usora
- PD "Vrhovi Pougarja" Dobretići
- PD "Zvjezdan grad" Vareš
- UP "Tisovac" Busovača
- PD "Čičak" Orašje
- Planinarsko skijaško društvo "Livno"
- PD "Busija" Glamoč
- PD "Kamešnica" Livno
- Planinarsko ekološko društvo "Veliki bat" Bosansko Grahovo
- PD "Stožer" Kupres.